# Nabereżne (obwód iwanofrankiwski)
Nabereżne (ukr. Набережне) – wieś na Ukrainie, w obwodzie iwanofrankiwskim, w rejonie iwanofrankiwskim.
Do 2020 w rejonie halickim.
Wieś leży w południowo-zachodniej części Wyżyny Podolskiej, nad potokiem Bybełka (ukr. Бибелька). Zapisy z okresu I Rzeczypospolitej świadczą o istnieniu młyna w XV w.
W okresie II Rzeczypospolitej 1 sierpnia 1934 r. na podstawie ustawy scaleniowej dotychczasowa gmina wiejska Bybło weszła w skład gminy Konkolniki w powiecie rohatyńskim województwa stanisławowskiego.
W 1931 r. wieś liczyła 669 mieszkańców, wśród których przeważali Polacy. W latach 1943–1944 z rąk nacjonalistów ukraińskich z OUN – UPA zginęło 60 Polaków, w tym ks. proboszcz Antoni Wierzbowski.

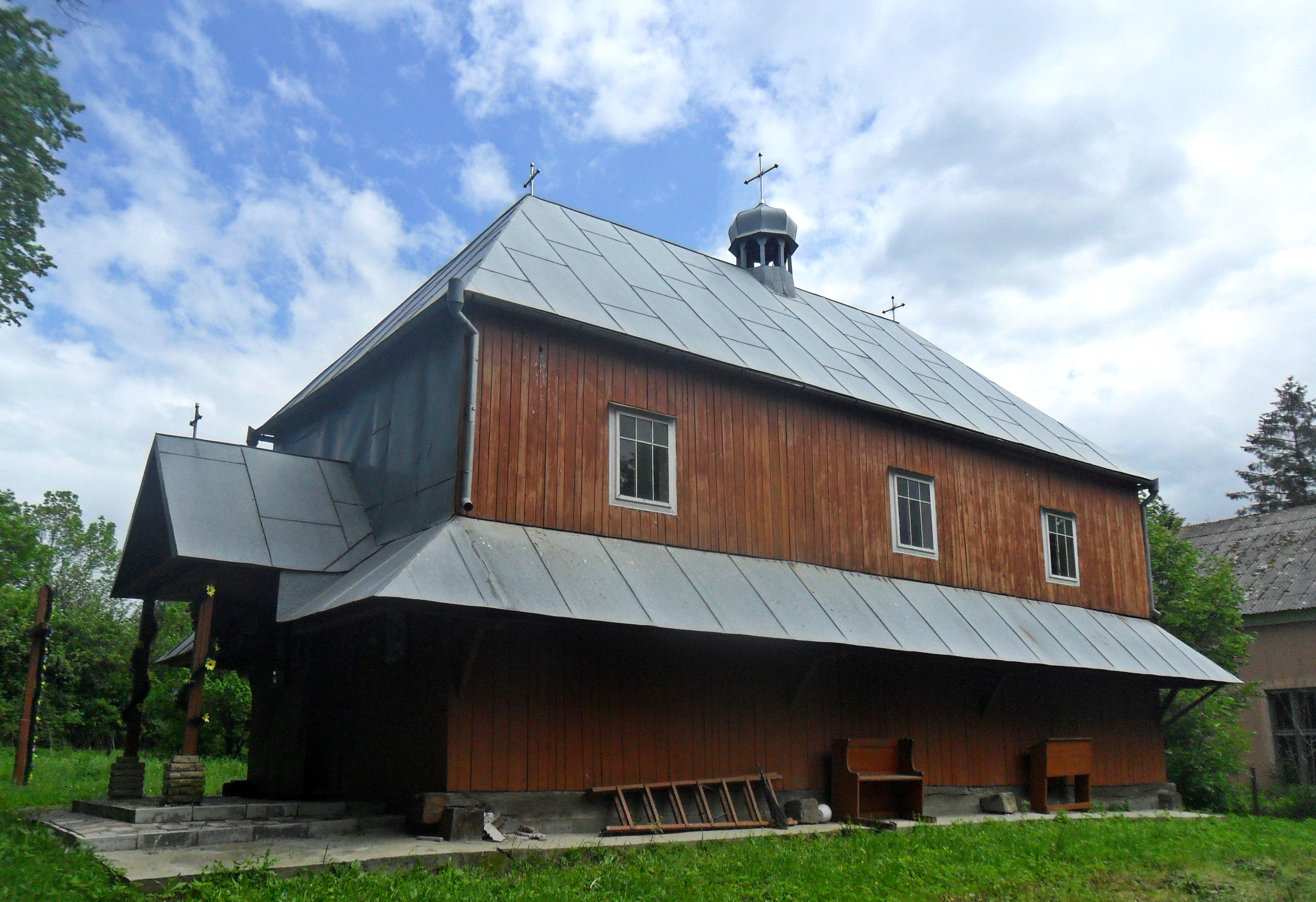
cerkiew

Po II wojnie światowej obszar gminy został włączony do Ukraińskiej SRR. Do 1946 roku miejscowość nosiła nazwę Bybło.
Z Bybła pochodzi Stanisław Jastrzębski, żołnierz Armii Krajowej, pisarz dokumentalista zbrodni nacjonalistów ukraińskich, autor publikacji m.in. „Golgota ludności polskiej na Kresach Wschodnich II Rzeczpospolitej w latach 1939–1946” i „Kresy wschodnie we krwi: Rzecz o polskiej samoobronie”.